# Sainte-Angèle-de-Laval
Pour les articles homonymes, voir Laval.
Sainte-Angèle-de-Laval est une ancienne municipalité de paroisse du Québec, située dans le comté de Nicolet dans la province de Québec au Canada. Elle existait de 1870 à 1965, et son territoire est maintenant inclus dans le secteur Sainte-Angèle de la ville de Bécancour.

## Histoire
La paroisse Sainte-Angèle-de-Mérici est érigée canoniquement en 1868. En 1870, la municipalité de paroisse du même nom est créée, avec un territoire prélevé sur celui des municipalités de Bécancour et de Saint-Grégoire-le-Grand. Le nom de la municipalité évoque le souvenir de sainte Angèle Merici, la fondatrice des Ursulines, à Brescia, en Italie, en 1535. Quant au second élément du nom, il rappelle la mémoire de Monseigneur François de Laval (Montigny-sur-Avre, France, 1623 - Québec, 1708), premier évêque du diocèse de Québec (1674-1688). En 1909, la municipalité de Laval, constituée du noyau villageois, s'en est détachée.
Le 17 octobre 1965, la municipalité de paroisse a été fusionnée avec d'autres municipalités pour former la ville de Bécancour qui résultait ainsi de la fusion des villages de Bécancour, de Gentilly, de Larochelle, de Laval et de Villers, ainsi que des municipalités de paroisse de Bécancour, de Sainte-Angèle-de-Laval, de Saint-Édouard-de-Gentilly, de Sainte-Gertrude, de Saint-Grégoire-le-Grand et de Très-Précieux-Sang-de-Notre-Seigneur. 
Avant la construction du pont Laviolette, qui relie la rive sud du fleuve Saint-Laurent à Trois-Rivières depuis 1967, il existait un service de traversier entre le quai de Sainte-Angèle-de-Laval et la ville de Trois-Rivières. Sainte-Angèle possède depuis 2003 le plus grand cadran solaire analemmatique en Amérique du Nord et le seul de la province.

## Éducation
Sainte-Angèle-de-Laval possède plusieurs infrastructures scolaires. L'école secondaire Mont-Bénilde a annoncé sa fermeture le 9 mai 2008. Les activités éducatives de l'institution ont pris fin le 31 août 2008. Jusqu'en 2012, cette ancienne école privée devenait pendant la saison estivale le Centre d'instruction d'été des cadets de la marine, plus communément appelé NCSM Québec et qui s'adresse aux cadets de la Marine royale canadienne.
Également, durant les Jeux olympiques d'été de 2008 a Pékin, on a annoncé la présence de l'académie mondiale de boxe dans les locaux du Mont-Bénilde et la construction d'un nouvel édifice à proximité.

## Personnalités connues
- Maurice Richard (1946-), homme politique, député provincial et maire de Bécancour ;
- Régis Lévesque (1935-2020), promoteur de boxe[4].